# Paul Green (labdarúgó)
Paul Jason Green (Pontefract, Anglia, 1983. április 10. –) ír labdarúgó, aki jelenleg a Crewe Alexandra csapatban játszik középpályásként. Az ír válogatottal részt vett a 2012-es Európa-bajnokságon.

## Pályafutása

### Doncaster Rovers
Green 2001-ben kapta meg első profi szerződését a Doncaster Roverstől. 2002. március 19-én, a Northwich Victoria ellen debütált az ötödosztályban. Három nappal később, a Hayes ellen megszerezte első gólját. Nagy szerepe volt abban, hogy 2008-ra a Doncaster egészen a másodosztályig jutott. Az ott töltött évei alatt 277 bajnokin játszott és 33 gólt szerzett. 2008 nyarán úgy döntött, nem hosszabbítja meg lejáró szerződését.

### Derby County
Green ingyen igazolt a Derby Countyhoz, 2008. augusztus 9-én, éppen a Doncaster Rovers ellen debütált. Tíz nappal később, a Bristol City ellen első gólját is megszerezte, majd augusztus 26-án, a Preston North End ellen is betalált. 2009. március 6-án lábközépcsont-törést szenvedett, ami miatt ki kellett hagynia a szezon hátralévő részét.
A 2009/10-es idény jól kezdődött a számára, csapata első hét meccséből haton szerepelt, 2009. augusztus 15-én, a Scunthorpe United ellen gólt is szerzett. A szezon első meccsén, a Peterborough United jelentéktelennek tűnő lábsérülést szenvedett, melyet fájdalomcsillapító injekciókkal kezeltek. Egy ideig úgy tűnt, jó ütemben gyógyul, de szeptember 12-én, a Sheffield United ellen kiújult a sérülése. Körülbelül két hónapig nem játszhatott, november 6-án tért vissza, ezután a Derby County eredményei jelentősen javultak. Green ismét alapembere lett a csapatnak, amíg egy Bristol City elleni mérkőzés előtti bemelegítésen meg nem húzta az egyik izmát. Sérülékenysége ellenére a Celtic is érdeklődött iránta, de a Derby nem volt hajlandó megválni tőle.
A 2010/11-es szezon első kilenc bajnokiján kivétel nélkül kezdő volt. A Crystal Palace 5-0-s kiütéséből, 2010. szeptember 25-én góllal vette ki a részét. A téli átigazolási időszakban a Premier League-ben szereplő Wolverhampton Wanderersszel és a Blackpoollal is szóba hozták, de a fehér mezeseknél maradt. A Cardiff City ellen súlyos térdszalagsérülést szenvedett, ami miatt hosszú ideig nem játszhatott.
Ki kellett hagynia a 2011/12-es idény első 16 meccsét. 2011. november 15-én, egy Sheffield United elleni tartalékbajnokin játszhatott újra először. Az első csapatba négy nappal később, a Hull City ellen térhetett vissza, csereként. November 26-án, a West Ham United ellen volt először újra kezdő. 2011. december 31-én, szintén a West Ham ellen gólt is szerzett. Ettől fogva ismét fontos tagja lett a Derbynak. A csapat szerette volna meghosszabbítani 2012 nyarán lejáró kontraktusát, de ő nemet mondott, és kijelentette, hogy távozni szeretne.

### Leeds United
Miután az ír válogatott kiesett a 2012-es Eb-ről, Green aláírta kétéves szerződését a Leeds Uniteddel.

## Válogatott
Green Angliában született, de anyai nagyapja Írországban született, így szerepelhet az ír válogatottban. 2010. május 25-én, Paraguay ellen debütált a nemzeti csapatban. Három nappal később, Algéria ellen első válogatottbali gólját is megszerezte. Keith Fahey sérülése miatt bekerült a 2012-es Eb-re utazó keretbe. A tornán egyedül a Spanyolország ellen 4-0-ra elveszített csoportmérkőzésen játszott, csereként.

## Sikerei, díjai

### Klubcsapatban

#### Doncaster Rovers
- Az ötödosztály rájátszásának győztese: 2002/03
- A negyedosztály bajnoka: 2003/04
- A Football League Trophy győztese: 2007
- A harmadosztály rájátszásának győztese: 2007/08

## Fordítás
- Ez a szócikk részben vagy egészben  a   Paul Green (footballer born 1983) című angol Wikipédia-szócikk fordításán alapul.  Az eredeti cikk szerkesztőit annak laptörténete sorolja fel. Ez a jelzés csupán a megfogalmazás eredetét és a szerzői jogokat jelzi, nem szolgál a cikkben szereplő információk forrásmegjelöléseként.

## Külső hivatkozások
- Paul Green pályafutásának statisztikái a Soccerbase oldalon (angolul)